# Ted Gordon
Ted Gordon, né Theodore Harold Gordon le 23 juin 1924 à Louisville, est un dessinateur et peintre d'art brut américain.

## Biographie
Délaissé par sa mère, Ted Gordon est élevé par des grands parents paternels très possessifs, juifs d'origine lituanienne. À quatorze ans, il est marqué par le suicide de son père, après qu'il a fait faillite. Vers 1939, ses grands-parents vont s'installer à New York, dans le quartier de Brooklyn, où Ted effectue sa scolarité jusqu'au seuil de l’université. Il suit ensuite un apprentissage de maçon, travaille sur des chantiers à Manhattan et Brooklyn, puis voyage à travers les États-Unis. À vingt-six ans, il arrive en Californie où il rencontre sa future femme, Zona Chern, qui lui permet de trouver une certaine stabilité. Le couple s’installe à San Francisco en 1953, se marie en 1954 et entame sa "fabrication d'image"et reprend des études et obtient un diplôme d’assistant social de la San Francisco State University en 1958. Il est ensuite employé dans un hôpital militaire de Los Angeles jusqu'en 1970, puis dans un hôpital de San Francisco jusqu’à sa retraite en 1985. À partir de 1986, il vit avec sa femme dans une résidence pour personnes du troisième âge, à Laguna Hills. Depuis la mort de Zona, en 2000, Ted Gordon vit en reclus tout en continuant à dessiner.
Son œuvre est aussi présente dans de nombreuses collections privées et publiques; il est dans  la collection de l'art brut à Lausanne, au Centre Pomdidou suite é la donnation Decharme, est exposé dans les collections permanentes du LaM Lille Métropole Musée d'Art moderne, d'Art contemporain et d'Art brut à Villeneuve d'Ascq, dans la collection du Folk Art Museum à New York, à l'American visionary art musuem, de Baltimore, au Musée de la Création Franche à Bègles-Bordeaux, au Musée d'art brut de Montpellier ainsi qu'au Musée du Docteur Guislain à Gant, ainsi que dans nombreuses collections privées, dans la collection ABCD à Paris, la  collection Treger-Saint Silvestre au Portugal, la collection Eternod-Mermod  à Lausanne, dans la collection Anthony Petullo à Milwaukee,  ou la collection de Korine et Max E. Ammann à Berne.

## Œuvre
Du début des années 1950 jusqu'à 1967, Ted Gordon dessine des caricatures ou des dessins automatiques, de petits formats. En 1967, il participe à un atelier thérapeutique qui l'amène à produire des dessins de plus grand format, essentiellement des portraits masculins ou des autoportraits. Ses dessins, qu'il nomme doodles (gribouillages), sont réalisés au stylo à bille et au feutre de couleur en utilisant des courbes entrelacées pour créer un effet de relief. À partir de 1975, en quête de reconnaissance, il prend contact avec des spécialistes de l'art brut et offre nombre de dessins, notamment aux collections européennes.

## expositions
- 2025 Power Station of Art, Shangai, "A Walk on the Wild Side: Artworks from the Collection de l’Art Brut and Elsewhere", 2025, (catalogue)[15]
- 2025 25 ans de plaisir. Galerie du Marché, Lausanne[16]
- 2025 ESPÍRITO SINGULAR" Centro de Arte Oliva, São João da Madeira
- 2018 K+M Ammann, collectionneurs de monde, Le Commun, Genève, "K+M Ammann, collectionneurs de monde"
- 2015 Corps Collection de l'art brut, Lausanne
- 2015  "Brut de Brut", Galerie du Marché, Lausanne, "Brut de Brut"
- 2011Amicalement brut, collection Eternod-Mermod. LaM – Lille Métropole Musée d'Art moderne, d'Art contemporain et d'Art brut, Lille-Villeneuve-d'Ascq, 2011[17] (Catalogue)
- 2010 'Collection Création Franche – 1989-2010. Musée de la Création Franche, Bègles
- 2001 Waldemarsudde Museum, "Solitärer. Sarlingskonst fran Samling Eternod - Mermod," Stockholm, 2001. (catalogue)[18]
- 2000 Kunstmuseum Malmö, "Solitärer. Sarlingskonst fran Samling Eternod - Mermod", Malmö, 2000 (catalogue)[19]
- 1997  Musée de la Création Franche, "collection Eternod-Mermod", Bègles-Bordeaux,(catalogue)[20]